# Республиканский музей книги
Республиканский музей книги — бывший музей истории литературы и книгоиздательства Казахстана в городе Алма-Ате. Располагался в бывшем здании Министерства хлебопродуктов и комбикормовой промышленности Казахской ССР.

Логотип музея

## Музей
Музей книги был основан в 1977 году по поручению председателя Государственного комитета Совета Министров республики по печати (Госкомиздат) Елеукенова Шериаздана Рустемовича.
Хранилище Музея включает в себя коллекции более 500 редких книг и рукописей XVIII-XIX веков и до 40-х годов ХХ-го столетия. В запасниках музея находятся старинные казахстанские и зарубежные рукописи, рукописные и старопечатные книги арабского, латинского и кирилловского шрифтов, имеющие историко-культурное и научное значение.
В экспозиции музея с применением собрания фото- и видеоматериалов по письменной культуре Казахстана, экспонаты музея размещены в четырёх основных разделах:
- Древнее письменное наследие Казахской степи.
- Рукопись — наследие веков.
- Ранние отечественные издания.
- Письменные и печатные памятники Казахстана.

В 2012 году в Музее состоялась выставка, посвящённая 115-летию Мухтара Ауэзова. На выставке были представлены книги с автографом М. Ауэзова, первое издание романа «Путь Абая», выпущенное в Алма-Ате в 1942 году, также ценные экспонаты: драма «Енлик-Кебек», «Қилы заман», «Қараш-қараш», «Қорғансыздың күні», «Тас түлек» и другие произведения на латинском языке.
С 2016 года в здании располагается «Центр сближения культур». Часть экспозиции музея была перенесена в Музей редких книг, который располагается на территории «Гылым ордасы».

## Здание музея
В 1935 году по проекту архитектора Владимира А. Твердохлебова выстроено здание для Министерства социального обеспечения (впоследствии Министерство хлебопродуктов и комбикормовой промышленности Казахской ССР). Скульптор проекта — Иван Богумилович Вахек, который отбывал в Алматы ссылку.
Сооружение представляет собой двухэтажное кирпичное Г-образное здание. Входная группа в виде портика устроена в угловой части здания. Основной объём сооружения представляет собой глухую рустованную поверхность, дополненную неглубокими прямоугольными нишами. Межэтажное пространство декорировано горизонтальным поясом рельефного панно со сценами социалистического быта сельского хозяйства. Двухцветное решение фасада и использование классицистических элементов в декоре здания придают ему особую образную выразительность. В восточном крыле здания на уровне окон первого этажа в неглубокой прямоугольной нише расположен фонтанчик в форме львиной головы.
За время существования в здании располагались различные учреждения и заведения: трест «Казпиво», а также открытый при нём «образцовый магазин и летний павильон прохладительных напитков и мороженого», управление «Казхлеб», а также магазин при нём, и другие.

### Статус памятника
10 ноября 2010 года был утверждён новый Государственный список памятников истории и культуры местного значения города Алматы, одновременно с которым все предыдущие решения по этому поводу были признаны утратившими силу. В этом постановлении был сохранён статус памятника местного значения бывшему зданию министерства хлебопродуктов. Границы охранных зон были утверждены в 2014 году.